# صنایع دستی گررو
صنایع دستی گررو شامل تعدادی از محصولات است که بیشتر توسط جوامع بومی ایالت گررو مکزیک ساخته می‌شود. شواهدی از تولید هنر و صنایع دستی در این ایالت به حدود ۳۰۰ سال قبل از میلاد برمی گردد. برخی از این صنایع دستی مانند سفال و سبد، نسبتاً دست نخورده از دوره پیش از حضور اسپانیایی‌ها وجود داشته‌اند، در حالی که برخی دیگر از دوره استعمار تغییرات قابل توجهی در تکنیک و طراحی داشته‌اند.
امروزه، بخش عمده ای از تولیدات برای فروش در مراکز عمده گردشگری ایالت، آکاپولکو، زیهواتانجو و تاکسکو است که بر تکامل مدرن صنایع دستی تأثیر گذاشته‌است.

## تاریخ

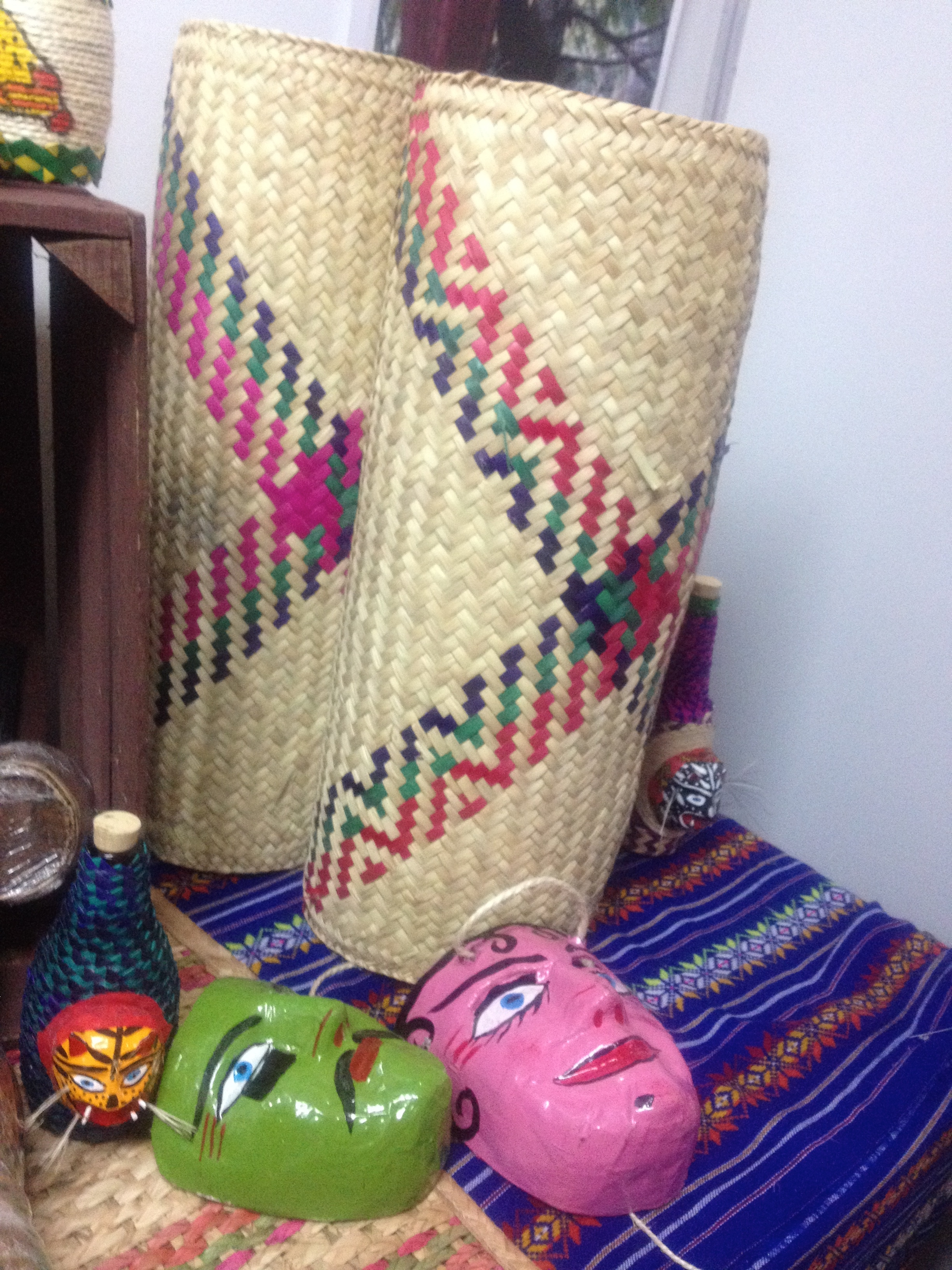
پتات از ایالت برای فروش در نمایشگاهی در مکزیکو سیتی

در قرن هفتم، مردم مزکالا با معرفی مجسمه‌های سنگی و سرامیک‌های میراث تئوتیئواکان، خود را در این منطقه تثبیت کردند. آزتک‌ها بیشتر منطقه را فتح کردند و برخی از صنایع دستی به اقلام مهم خراج تبدیل شدند، به عنوان مثال، طلا برای اشراف و کشیشان تکه‌تکه شد. پس از فتح امپراتوری آزتک توسط اسپانیایی‌ها، تکنیک‌ها، طرح‌ها و مواد اروپایی معرفی شد که به شدت نحوه ساخت تعدادی از محصولات را تغییر داد و برخی از محصولات بومی به‌طور کامل ناپدید شدند.
بسیاری از صنایع دستی دوره استعمار تا به امروز ادامه دارد و تا حد زیادی توسط گردشگری تقویت شده‌است. در سال ۱۹۸۸، آژانسی برای حفظ و نگهداری فرهنگ گوئررو، از جمله صنایع دستی آن، تأسیس شد.

## بررسی اجمالی
صنایع دستی این ایالت منعکس کننده وضعیت اجتماعی-اقتصادی آن است. سنت صنایع دستی نه تنها از نظر فرهنگی اهمیت دارد، بلکه به این دلیل که بخش اعظمی از درآمد ایالت را تأمین می‌کند، به ویژه در جوامع بومی کوچک و منزوی، که برای بیشتر یا تمام درآمد خود به آن متکی هستند. به همین دلیل، صنایع دستی گوئررو ماهیت بومی قوی را نشان می‌دهد، اگرچه تأثیر اروپایی و حتی آسیایی را می‌توان در زیبایی‌شناسی و تکنیک‌های آن مشاهده کرد.
تولید صنایع دستی مدرن در دهه‌های گذشته به شدت تحت تأثیر فروش در سه مرکز اصلی توریستی ایالت، آکاپولکو، زیهواتانجو و تاکسکو بوده‌است.
بازار اصلی صنایع دستی مکزیک در ایالت آکاپولکو است. در حالی که مکان‌هایی وجود دارد که اجناس با کیفیت بالا می‌فروشند، اکثر آنها کیفیت پایینی دارند، به‌ویژه آنهایی که از صدف‌های دریایی ساخته شده‌اند. به دلیل ترکیبی از تأثیرات فرهنگی گذشته و حال، برخی از صنایع دستی، مانند سفالگری، طیف گسترده‌ای از سبک‌ها و نقوش تزئینی را نشان می‌دهد.

## انواع صنایع دستی

### نقاشی‌ها
یکی از صنایع دستی شناخته شده این ایالت، نقاشی تصاویر بر روی کاغذ آمات (پوست) است که در جوامع ناهوا مانند آمیالتپک، ماکسلا، زالیتلا و سن آگوستین د لاس فلورس انجام می‌شود. یکی از دلایل برجستگی آن این است که در بین گردشگران بسیار محبوب است. در میان صنعتگران نیز محبوبیت دارد، زیرا این نقاشی‌ها درآمد بیشتری نسبت به سفال دارند.
این نقاشی‌ها به ویژگی سنت صنایع دستی ایالت تبدیل شده‌اند. نقاشان برای ایجاد نقاشی‌های دیواری در مکزیک و خارج از کشور مأمور شده‌اند. و تعدادی کار را روی بوم کشیده‌اند، اما هنوز هم بیشتر در بازارهای توریستی فروخته می‌شود.

### لاک الکل

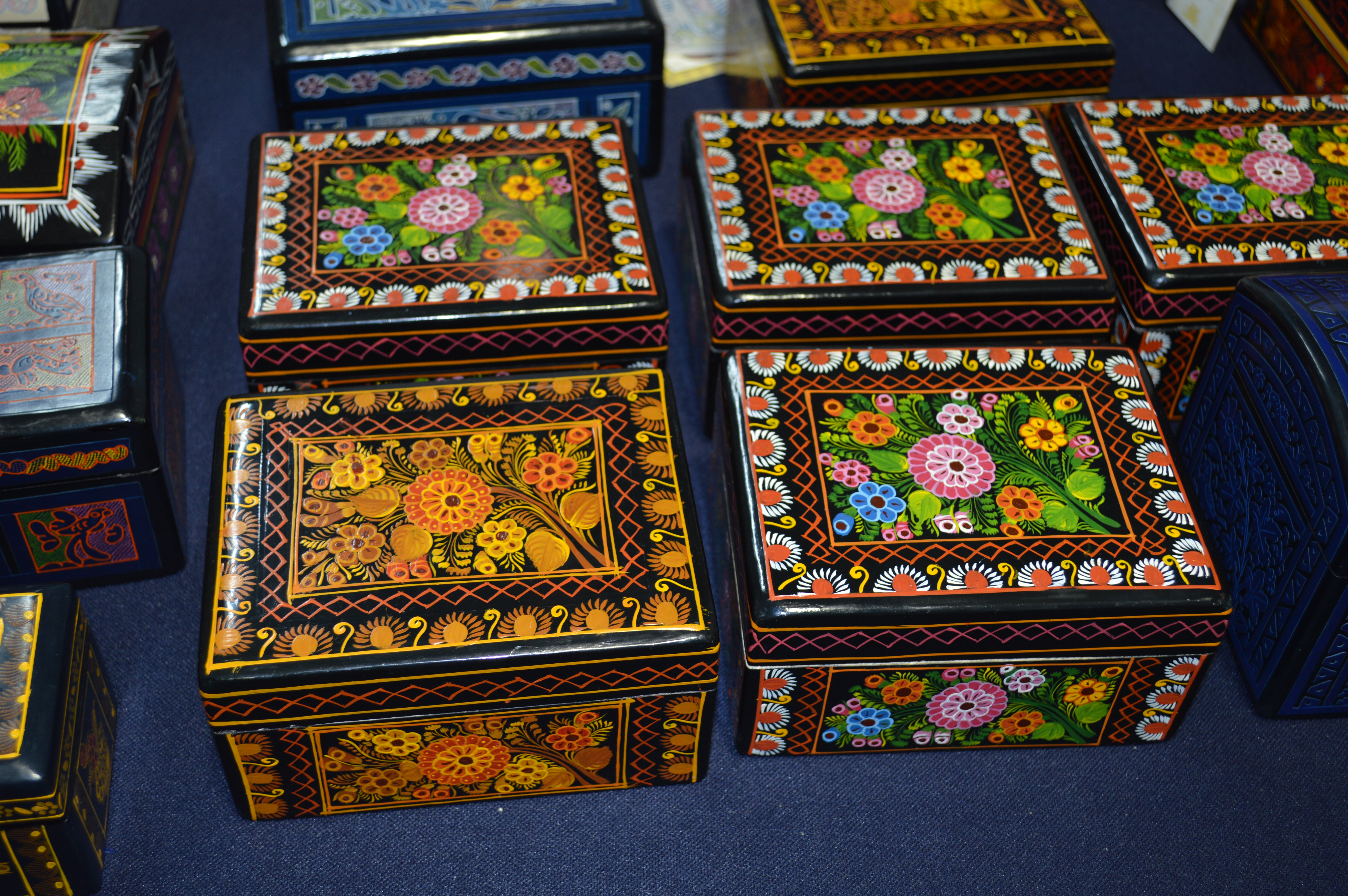
جعبه‌های لاکی از Olinalá

یکی دیگر از محصولات مهم ظروف لاکی است که بخشی از سنت بزرگتر صنایع دستی مزوآمریکایی است. بیشتر در اولینالا تولید می‌شود، اما تقریباً در اکاپتلاهویا و Temalscacingo نیز تولید می‌شود. قدمت لاک‌کاری به دوره قبل از اسپانیایی‌ها برمی‌گردد، زمانی که از آن برای حفظ و تزئین اشیاء چوبی، کدو و غیره استفاده می‌شد. عمدتاً دست نخورده باقی مانده‌است و فقط در نقوش تزئینی از دوره استعمار تا دوران مدرن تغییراتی داشته‌است. تا همین اواخر، بیشتر اقلام چوبی از گونه‌ای معطر به نام لینالو ساخته می‌شدند، اما بهره‌برداری بیش از حد آن را کمیاب و گران کرده‌است.
در حالی که از نظر تاریخی هم روغن دانه چیا و هم یک ماده مومی شکل از لارو حشره استفاده می‌شد، امروزه فقط روغن دانه چیا مخلوط با رنگدانه‌های معدنی یا گیاهی استفاده می‌شود.

### نقره و سایر فلزات

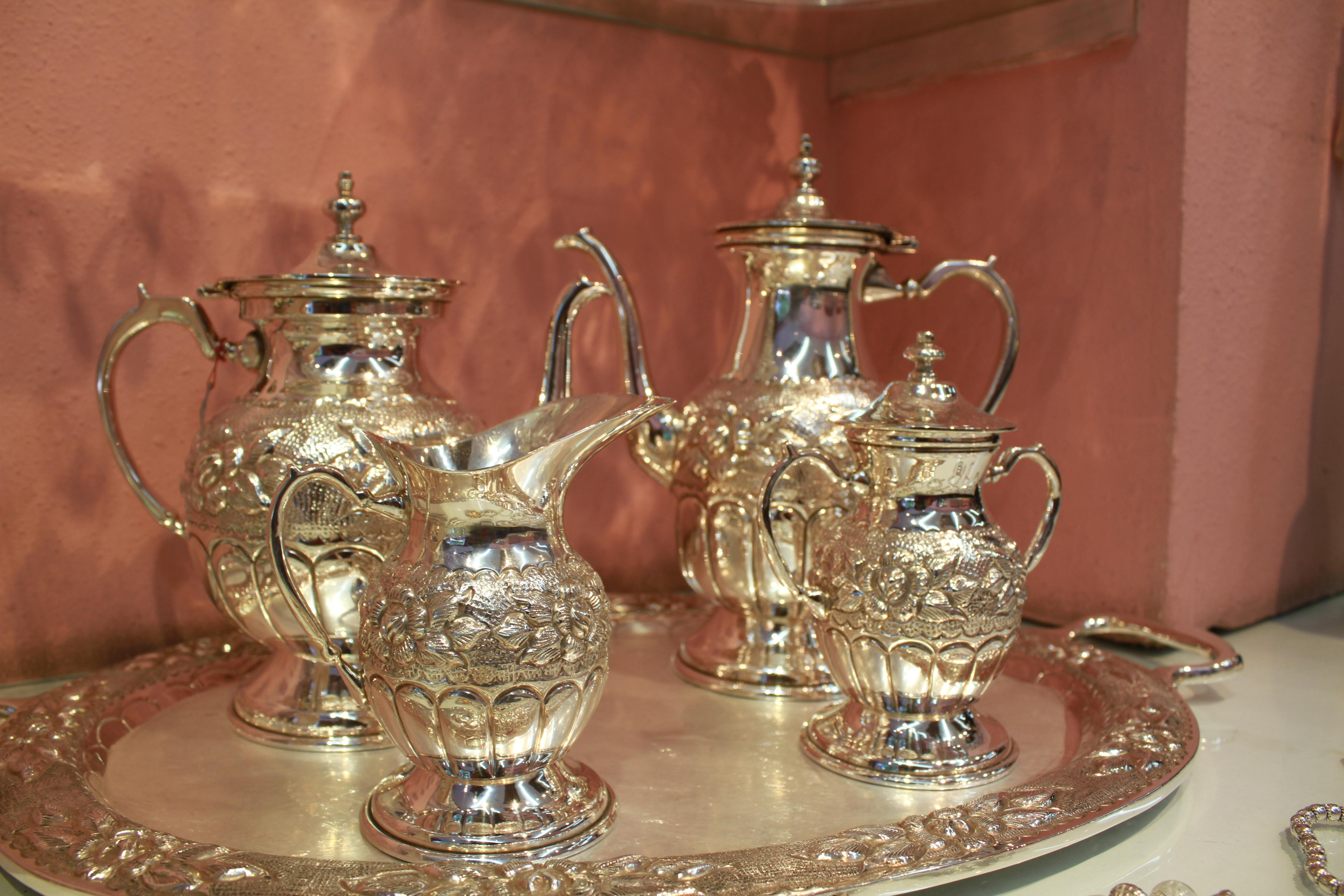
ست نقره در Taxco

تاریخ کار نقره و طلا به دوره قبل از اسپانیایی‌ها می‌رسد، زمانی که این فلزات، به ویژه طلا، یک اقلام مهم ادای احترام بود. این فلزات در اشیاء تشریفاتی و تزئینی مخصوص اشراف و کشیشان کار می‌کردند. امروزه شناخته شده‌ترین اثر از این نوع اشیاء نقره ای به ویژه جواهرات تولید شده در شهر کوهستانی Taxco در فاصله حدود سه ساعتی از مکزیکو سیتی است.

### نخل بافی/سبد بافی
در اوایل دوره استعمار، کار با شاخه‌های خرما توسط خوان باتیستا د مویا در ایالت ترویج شد. امروزه این یکی از صنایع دستی ایالتی است که همه جا حاضر و متنوع تر است، تا حدی به این دلیل که مواد اولیه آن فراوان است.
شناخته شده‌ترین آنها سبک Tlapehuala است که به نام یکی از شهرهایی که آنها را ساخته‌اند، در انواع «معمول» و خوب نامگذاری شده‌است. با این حال، برخی از این محصولات به ویژه حمل کیف، سامبرو و مجسمه‌های کوچک حیوانات یا انسان به توریست‌ها نیز فروخته می‌شود.

### سفالگری

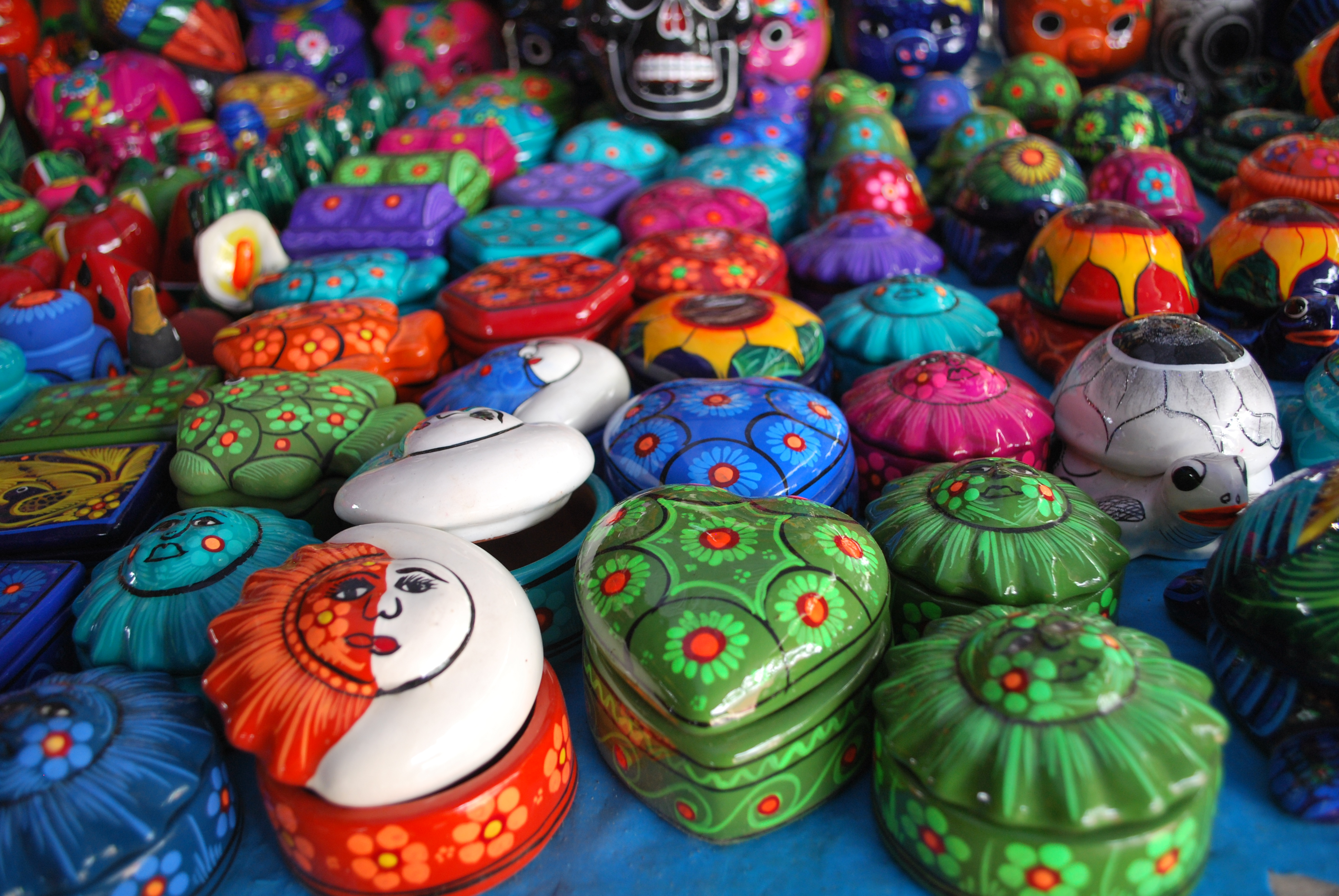
قطعات سفال برای فروش در غرفه کنار جاده در بزرگراه بین مکزیکو سیتی و آکاپولکو

ایجاد سفال یکی از قدیمی‌ترین صنایع دستی ایالت و یکی از پرکاربردترین صنایع دستی است. بسیاری از اقلام کاربردی مانند ظروف، بشقاب، کاسه، جا شمعی است اما قطعات تزئینی مانند مجسمه‌های حیوانات و انسان نیز ساخته می‌شود.

### چوب کاری

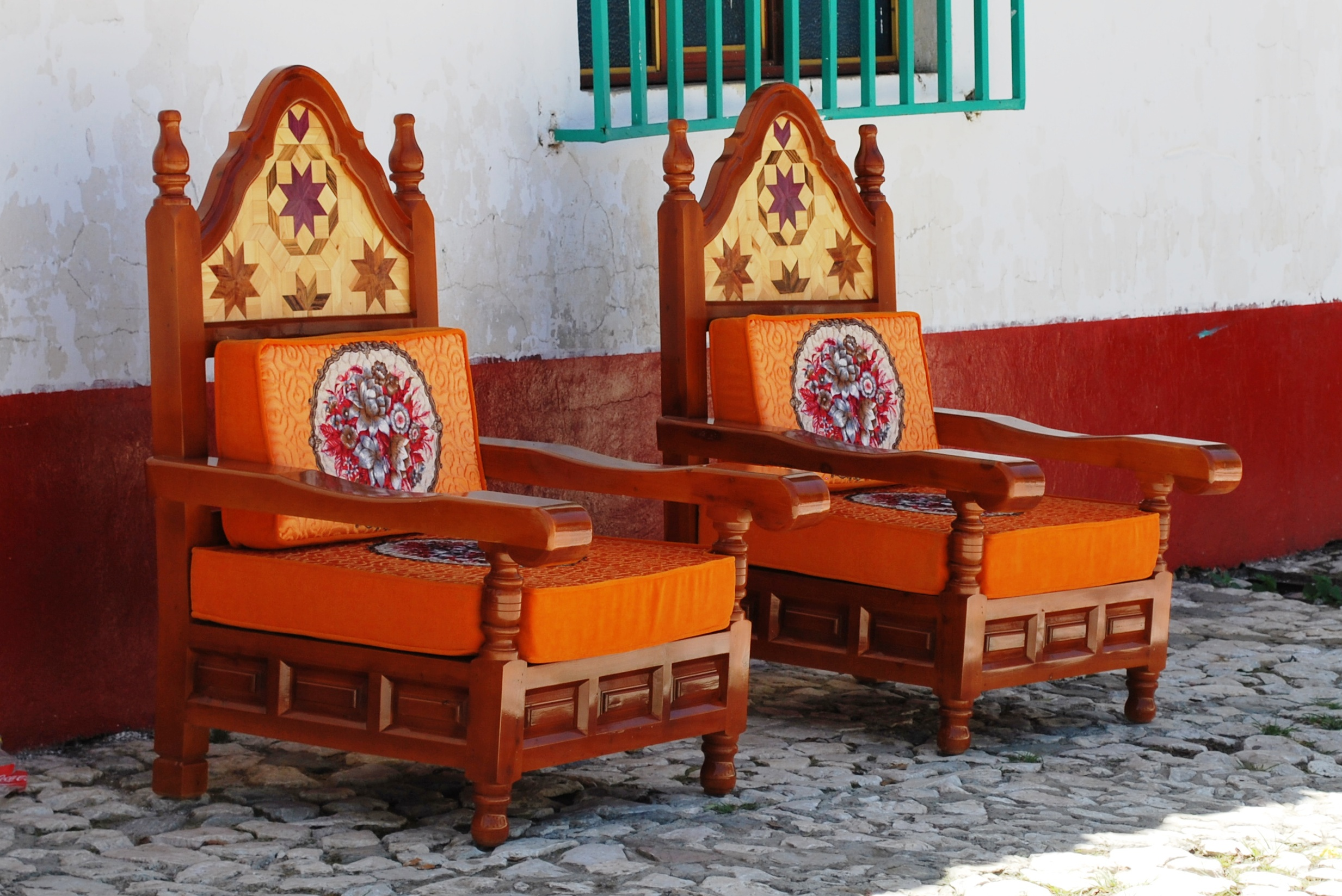
صندلی‌های چوبی پارکت برای فروش در Ixcateopan

از چوب برای ساخت مبلمان، اسباب بازی، خانه، کشتی و … استفاده می‌شود.
در جوامع تولیدکننده ظروف لاک الکلی مانند اولینالا، نجاران محلی جعبه‌ها، صندوقچه‌ها، کاسه‌ها و سایر اقلام مورد نیاز لاک را می‌سازند.

### منسوجات

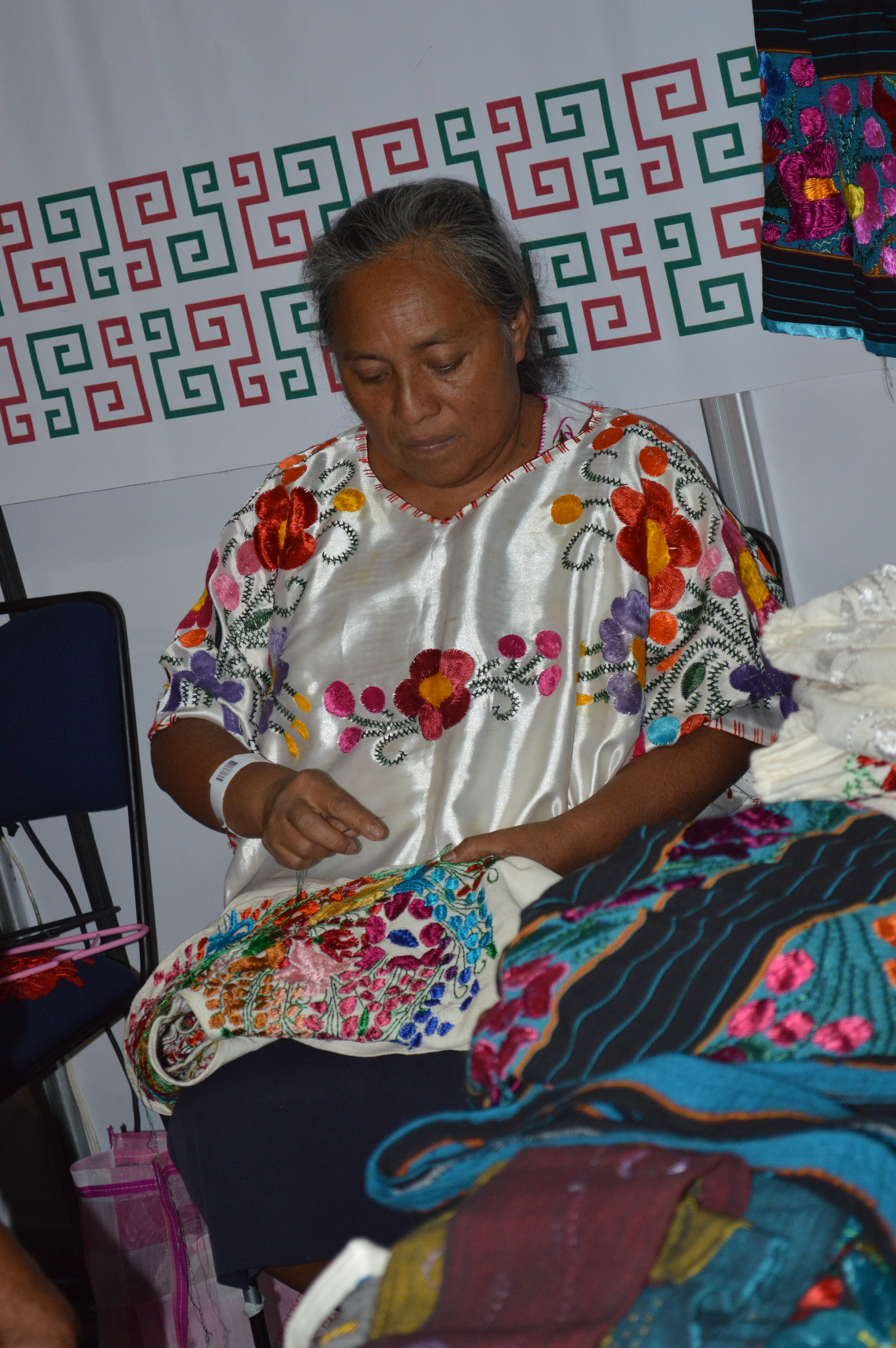
زنی از Chilapa de Alvarez در حال گلدوزی بلوز

منسوجات در این ایالت با سنت‌های بافندگی و گلدوزی مردمان بومی آن متمایز می‌شوند. متمایزترین آنها اقلام لباس است، اما رومیزی، دستمال سفره و سایر اجناس نیز ساخته می‌شود. بسیاری از زنان میکستک، آموزگو و Nahua هنوز لباس‌های سنتی می‌پوشند که اغلب با پارچه‌های دست‌بافت ساخته می‌شود و محصول نهایی با دست دوخته شده‌است.

## صنعتگران قابل توجه
- ویلیام اسپراتلینگ
- فلورنتینا لوپز د ژسوس
- فرانسیسکو کرونل ناوارو
- پابلو دولورس رجینو